# Sumampa
Sumampa è una città dell'Argentina, appartenente alla provincia di Santiago del Estero, situata a 236 km dal capoluogo provinciale.